# Ибрагимова, Венера Латыповна
Вене́ра Латы́повна Ибраги́мова (9 декабря 1940, с. Мраково, Кугарчинский район, Башкирская АССР) — российский башкирский учёный, языковед, доктор филологических наук (1994), профессор (1997), Заслуженный работник образования Республики Башкортостан (2009), Почётный работник высшего профессионального образования Российской Федерации (2000). Известна работами по семантике глаголов русского, башкирского и польского языков, актуальным проблемам полонистики и лингвистики.

## Биография
Родилась 9 декабря 1940 года в селе Мраково, Кугарчинский район, Башкирская АССР, РСФСР.
В 1963 году окончила филологический факультет Башкирского государственного университета, после этого стала работать в этом же университете.
В 1994 году успешно защитила диссертацию на соискание учёной степени доктора филологических наук. В 1995 году назначена заведующей кафедрой общего и сравнительно-исторического языкознания Башкирского университета. В 1997 году избрана профессором.
Занимается научными исследованиями, которые посвящены семантике глаголов русского, башкирского и польского языков, актуальным проблемам полонистики и лингвистики. Написала более 200 научных трудов по этим темам.
Возглавляет сектор научной и редакционно-издательской работы Правления Региональной общественной организации "Центр польской культуры и просвещения «Возрождение» Республики Башкортостан.
В разные годы входила в состав редакционных коллегий ряда научных изданий. Возглавляет совета по защите кандидатских, с 1997 года — и докторских диссертаций. Была организатором открытия Польского центра культуры и просвещения «Возрождение» Республики Башкортостан и Польской национальной воскресной школы имени А. П. Пенькевича в Уфе.
За высокий профессионализм, многолетний плодотворный труд награждена Почётной грамотой Министерства культуры и национальной политики Республики Башкортостан, дипломом Нефтекамского филиала Башкирского университета «Преподаватель года», грамотой Совета Польского культурно-просветительского центра Башкортостана, дипломом Международного фонда славянской письменности и культуры, медалью Министерства народного образования Республики Польша.
За заслуги в области образования в 2009 году Указом первого Президента Республики Башкортостан М.Рахимова ей присвоено почётное звание «Заслуженный работник образования Республики Башкортостан». Венера Ибрагимова также удостоена звания «Почётный работник высшего профессионального образования Российской Федерации» в 2000 году.

## Награды и звания
- Почётный работник высшего профессионального образования Российской Федерации (2000)
- Заслуженный работник образования Республики Башкортостан (2009)
- Почётная грамота Министерства культуры и национальной политики Республики Башкортостан
- Диплом Нефтекамского филиала Башкирского университета «Преподаватель года»
- Диплом Международного фонда славянской письменности и культуры,
- Медаль Министерства народного образования Республики Польша